# Ennstal (Tal)
Das Ennstal ist das Tal der Enns in Österreich, es ist überwiegend ein großes Längstal in den nördlichen Ostalpen. Es liegt in einer Linie mit dem oberen Salzachtal. Beide Flüsse (wie auch das Inntal) fließen zunächst von West nach Ost, brechen dann mit einem Knick nach Norden aus und fließen Richtung Donau. Das Ennstal wird nach den betroffenen Bundesländern gegliedert in den Salzburger Ennspongau, in das Steirische Ennstal und in das Oberösterreichische Ennstal. Der erste Teil ab der Quelle ist das Flachauer Tal, hier fließt die Enns von Süden nach Norden. Im Altenmarkt-Radstädter Becken biegt die Enns Richtung Osten und bildet das markante Längstal. Im Gesäuse in der Steiermark durchbricht die Enns mit einem Durchbruchstal die nördlichen Kalkalpen und fließt in Oberösterreich wieder nordwärts bis zur Donau.

## Talabschnitte
Das Ennstal ist landschaftlich sehr unterschiedlich, vom Hochgebirgstal über weite breite inneralpine Becken, enge Schluchten bis zu einer weiten Ebene im Donauraum.

### Flachauer Tal

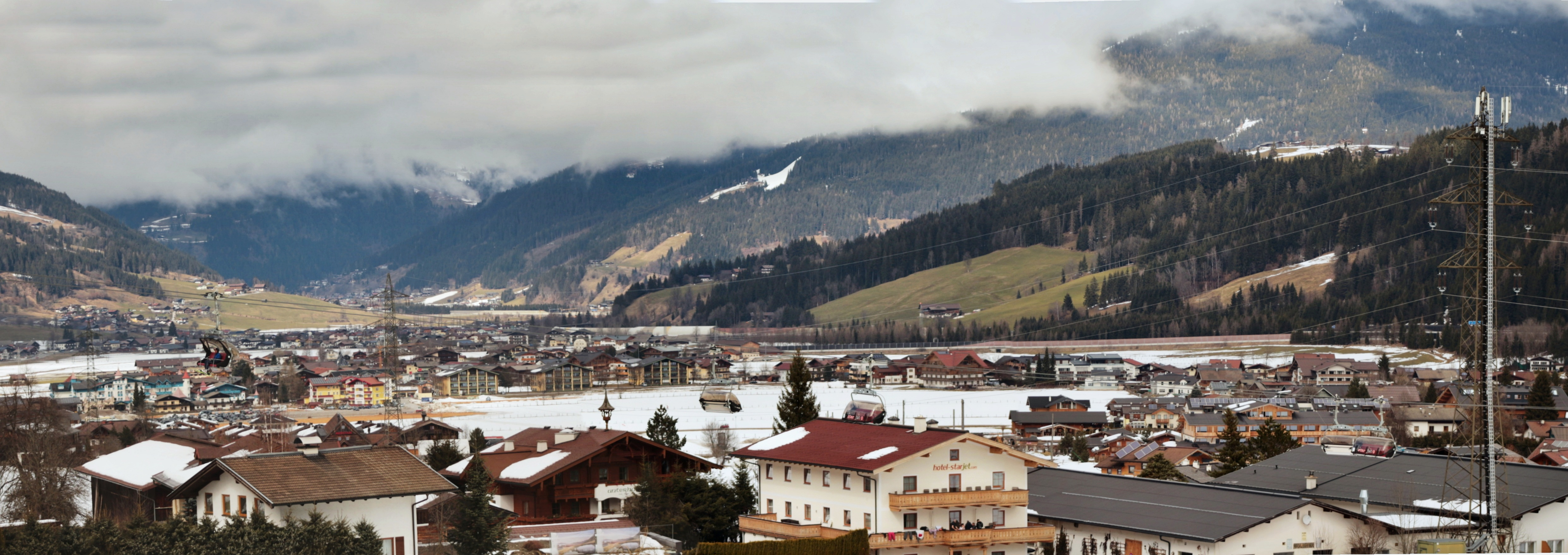
Flachau

Das Flachauer Tal wird meist einfach nur Flachau genannt. Hier verläuft die Tauernautobahn A10, eine sehr wichtige Nord-Süd-Verbindung über die Alpen. Das Skigebiet Flachau profitiert nicht nur von der Landschaft mit vielen Pisten, sondern auch von der guten Erreichbarkeit über die A10 und der Lage am Eisenbahnnetz mit direkten Zugverbindungen aus Wien, Linz, München, Düsseldorf und anderen deutschen Großstädten.

### Altenmarkt-Radstädter Becken

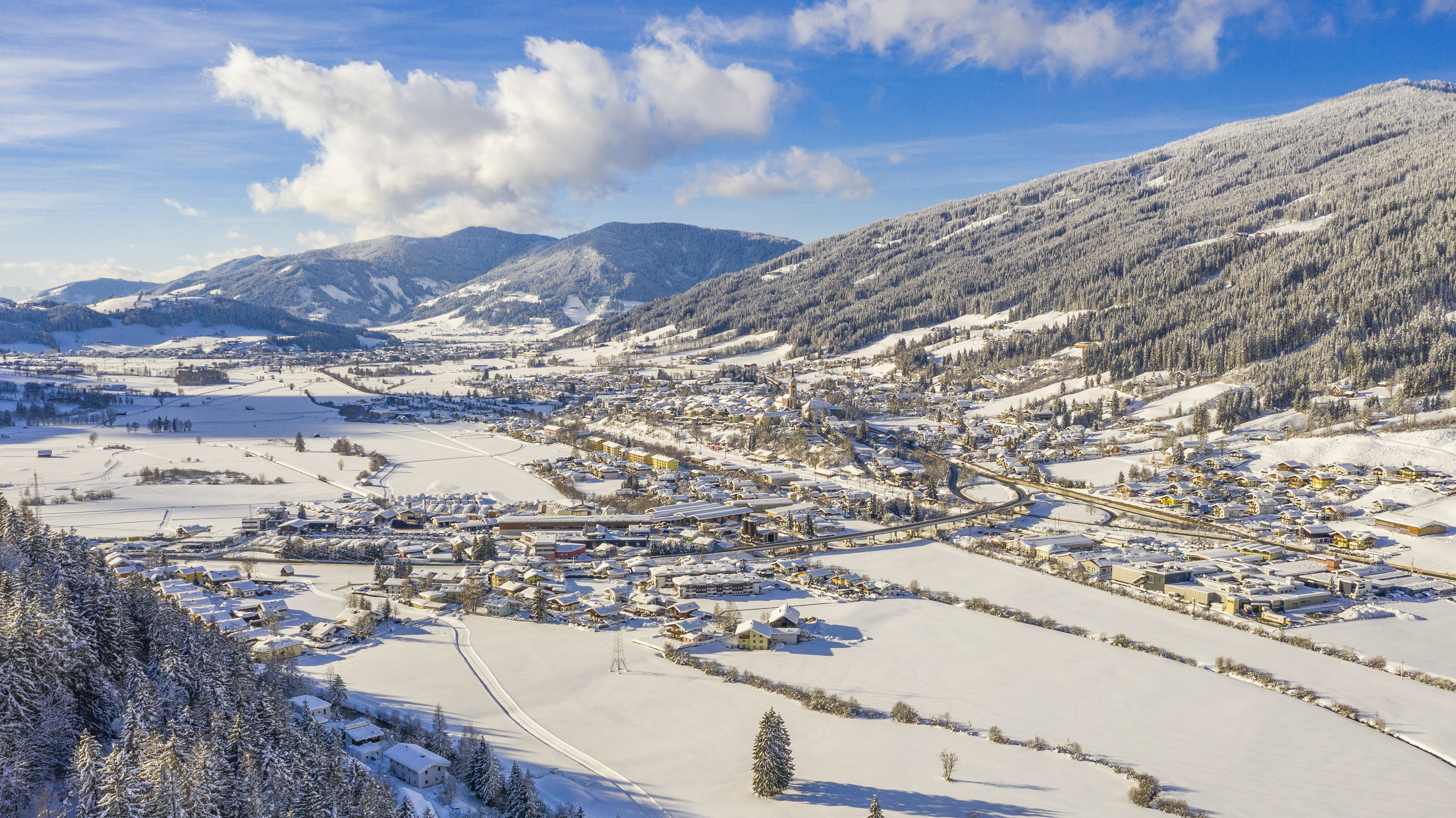
Radstadt im Ennspongau

Auch hier dominiert der Tourismus, vor allem der Wintersport. Radstadt ist der zentrale Ort des Ennspongaus. Das Becken spielt auch eine wichtige Rolle im Verkehr. Die Bahnlinie Bischofshofen–Selzthal ist eine wichtige West-Ost-Verbindung.

### Steirisches Ennstal

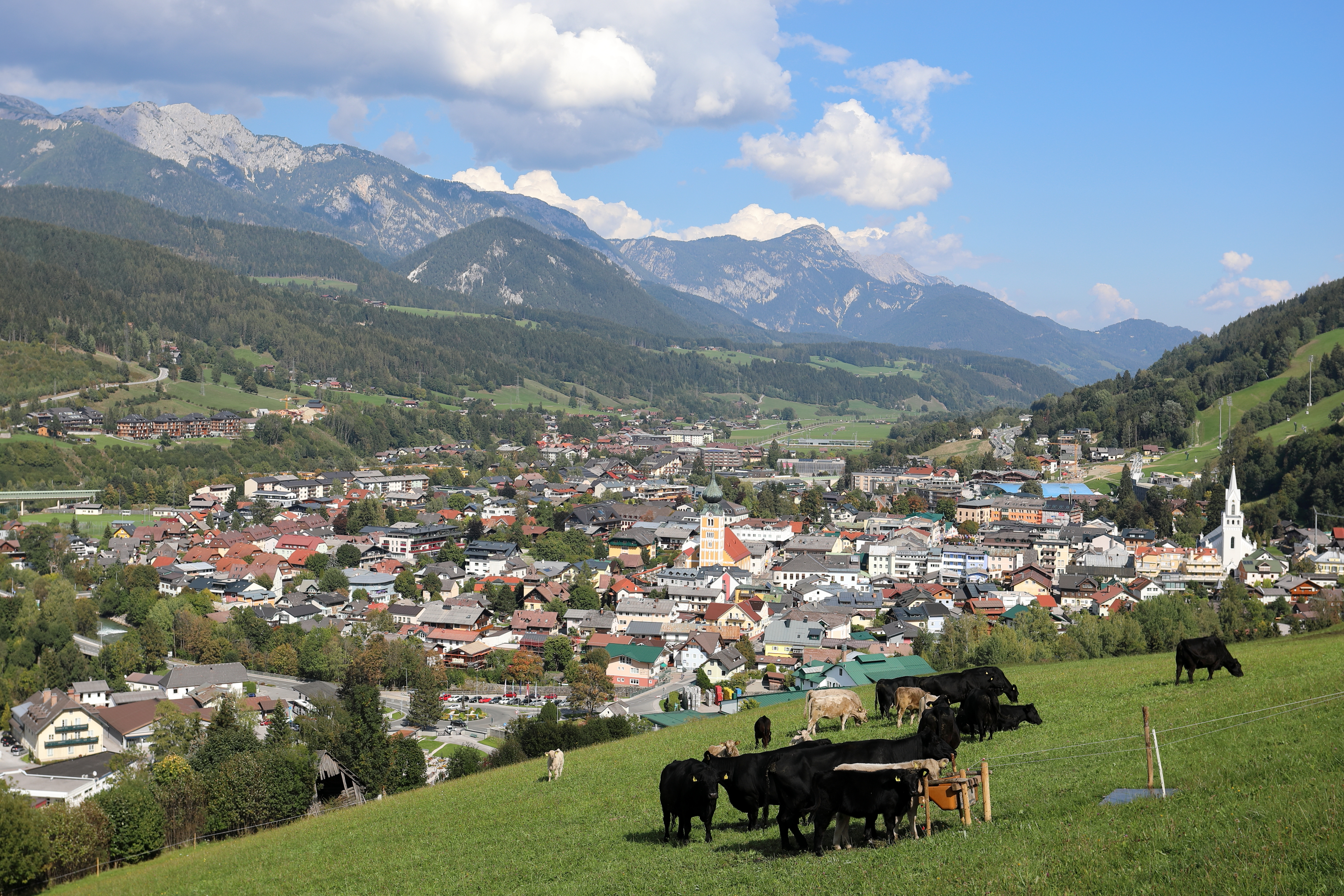
Schladming im oberen steirischen Ennstal

Politisch entspricht das Steirische Ennstal in etwa dem Bezirk Liezen. Zum Bezirk gehört allerdings auch das Ausseerland. Die Region ist neben dem Tourismus und der Landwirtschaft stark von der Industrie geprägt. Betriebe in der Metallbranche, im Maschinenbau, in der Holzbranche und in der Nahrungsmittelindustrie sind teils auch international tätig.
In der Steiermark wird das Ennstal untergliedert in das Obere Ennstal, in das Mittlere Ennstal und das Gesäuse.

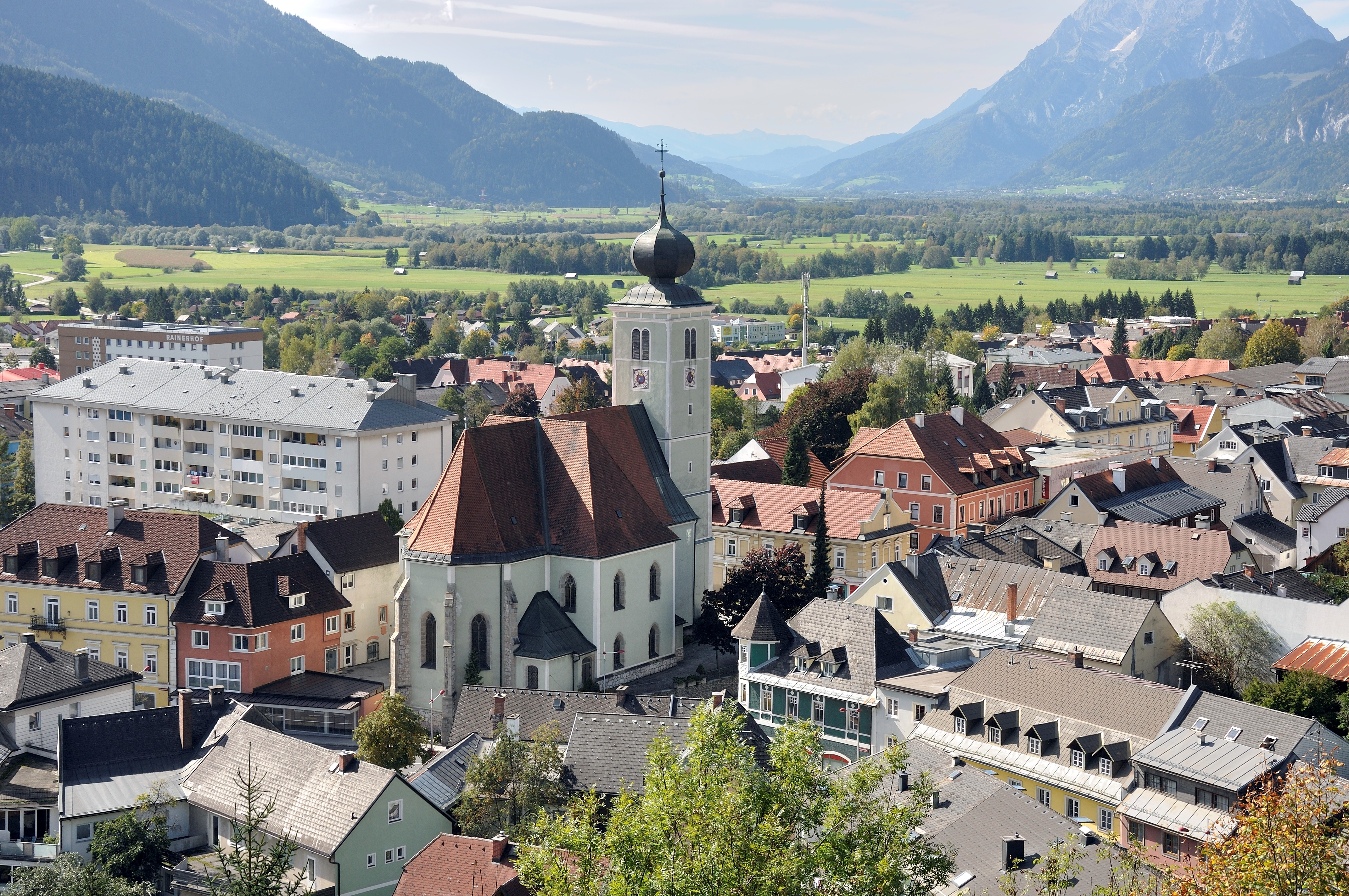
Liezen im mittleren steirischen Ennstal

Der Großraum Liezen ist das Zentrum der Region und auch ein wichtiger Verkehrsknotenpunkt im Bahn- und Straßenverkehr. Die Pyhrn Autobahn A9, E57 quert das Ennstal bei Liezen. Die Ennstal-Straße B320, E651 entlang des Ennstals verbindet die A9 mit der A10 und ist deshalb von überregionaler Bedeutung. Von Liezen durch das Gesäuse nach Hieflau führt die Gesäuse Straße B146.
Der Bahnhof Selzthal ist ein wichtiger Bahnknotenpunkt. Hier kreuzen die Rudolfsbahn, die Pyhrnbahn und die Ennstalbahn. Der EC Transalpin fährt die Strecke Graz – Leoben – Selzthal – Bischofshofen – Zell am See – Innsbruck – Zürich. Ein EC fährt über Salzburg – München – Ulm – Mannheim – Kaiserslautern – Saarbrücken, ein weiterer nach Frankfurt. Mehrere Schnellzüge fahren nach Wien.

Hieflau im Gesäuse

Der Bahnhof Stainach-Irdning ist ein weiterer Bahnknotenpunkt im steirischen Ennstal. Er verbindet die Ennstalbahn mit der Salzkammergutbahn.

### Oberösterreichisches Ennstal
Der Begriff Oberösterreichisches Ennstal meint eine Raumeinheit, die nur das Engtal umfasst, etwa 60 km lang und nur 500 m breit. Es endet bei Steyr. Hier dominieren Flusskraftwerke. Die ersten davon wurden durch NS-Zwangsarbeit errichtet. Das KZ Mauthausen hatte hier mehrere Außenlager. Von den 1.610 namentlich bekannten KZ-Häftlingen in Großraming starben während der Zwangsarbeit 227 Menschen. Die Arbeitsbedingungen waren extrem brutal und grausam. Heute liefern die Ennskraftwerke jährlich durchschnittlich 1900 GWh Strom im Schwallbetrieb.

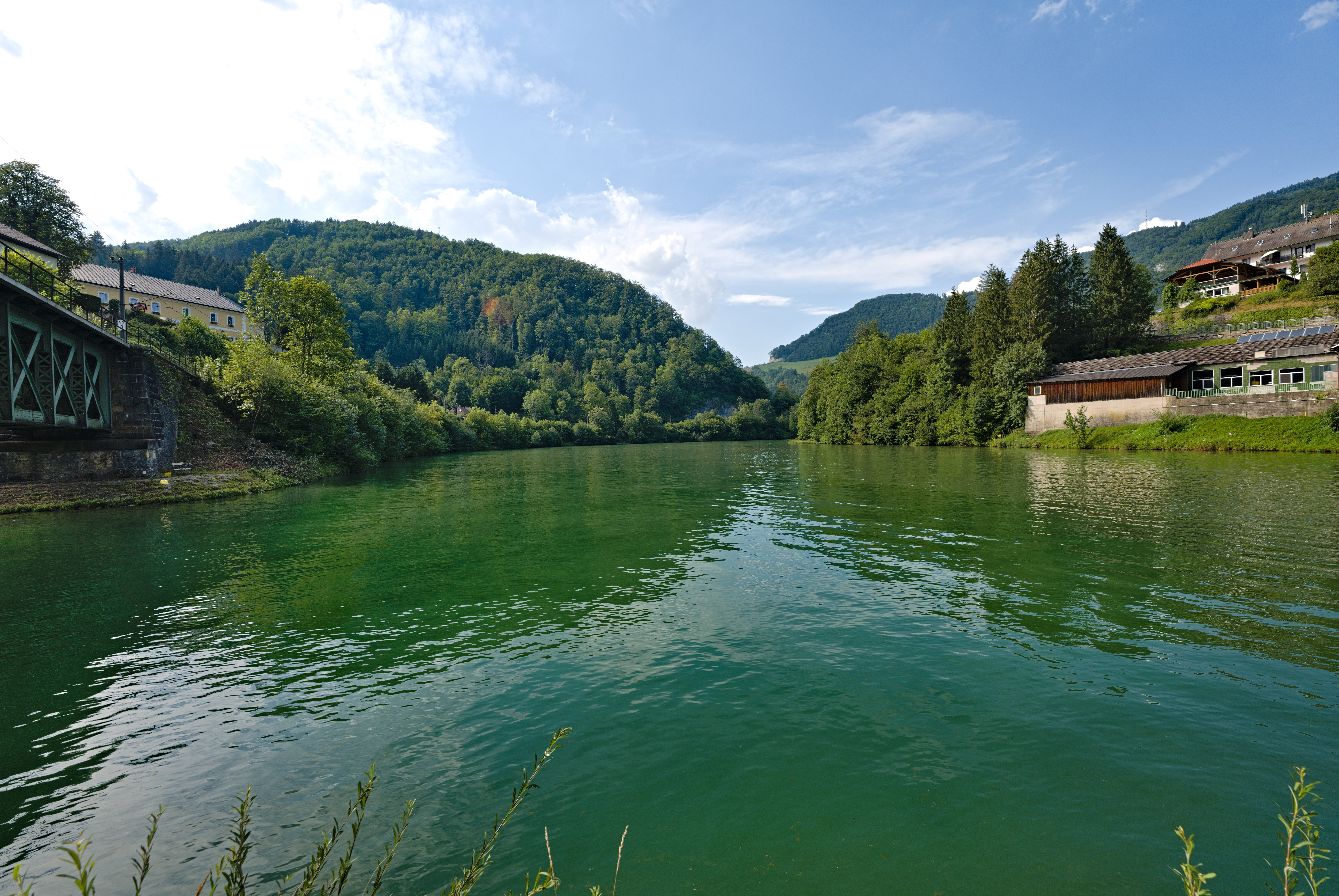
Enns in Reichraming, Oberösterreich

Rechts der Enns verläuft die Eisenstraße B115, links die Rudolfsbahn. Bedeutende Orte sind Kleinreifling, Großraming, Reichraming, Ternberg und Steyr.

## Seitentäler
Das Ennstal ist stark geprägt von seinen Seitentälern, die vor allem für die Verkehrsverbindungen und den Tourismus wichtig sind. Einige Seitentäler sind verkehrstechnisch für ganz Österreich und international von Bedeutung.
Entlang des Litzlingbachs führt die Wagrainer Straße B163 über die Wagrainer Höhe nach St. Johann im Pongau und somit ins Salzachtal.
Bei Eben im Pongau ist ein sehr niedriger flacher Übergang in das Fritztal. Hier verlaufen die Ennstalbahn, die Tauernautobahn und die Katschberg Straße B99.
Die Zauch ist ein berühmtes Wintersportgebiet.
Über das Taurachtal führt die Katschberg Straße B99 nach Mauterndorf im Lungau.
Im Einzugsgebiet der Mandling liegt Filzmoos, ein bedeutender Wintersportort. Dieser ist jedoch nur über das Fritztal oder die Ramsau erreichbar.
Die Forstau ist ein Hochtal mit dem Schigebiet Fageralm.
Im Preuneggtal auf der Ursprungsalm wurde 1993 ein Heidifilm gedreht.
Das Einzugsgebiet des Talbachs ist touristisch weniger erschlossen.
Im Einzugsgebiet des Weißenbachs liegt Ramsau am Dachstein.
Im Sölktal liegt der Naturpark Sölktäler.
Das Hinterberger Tal wird von Salzabach und der Grimming entwässert. Hier verläuft die Salzkammergutbahn und die Salzkammergutstraße B145. Im Hinterberger Tal liegt die Schiflugschanze Kulm.
Im Donnersbachtal ist das höchstgelegene Wintersportdorf der Steiermark, die Planneralm.
Das Pyhrntal führt über den Pyhrnpass bis nach Spital am Pyhrn.

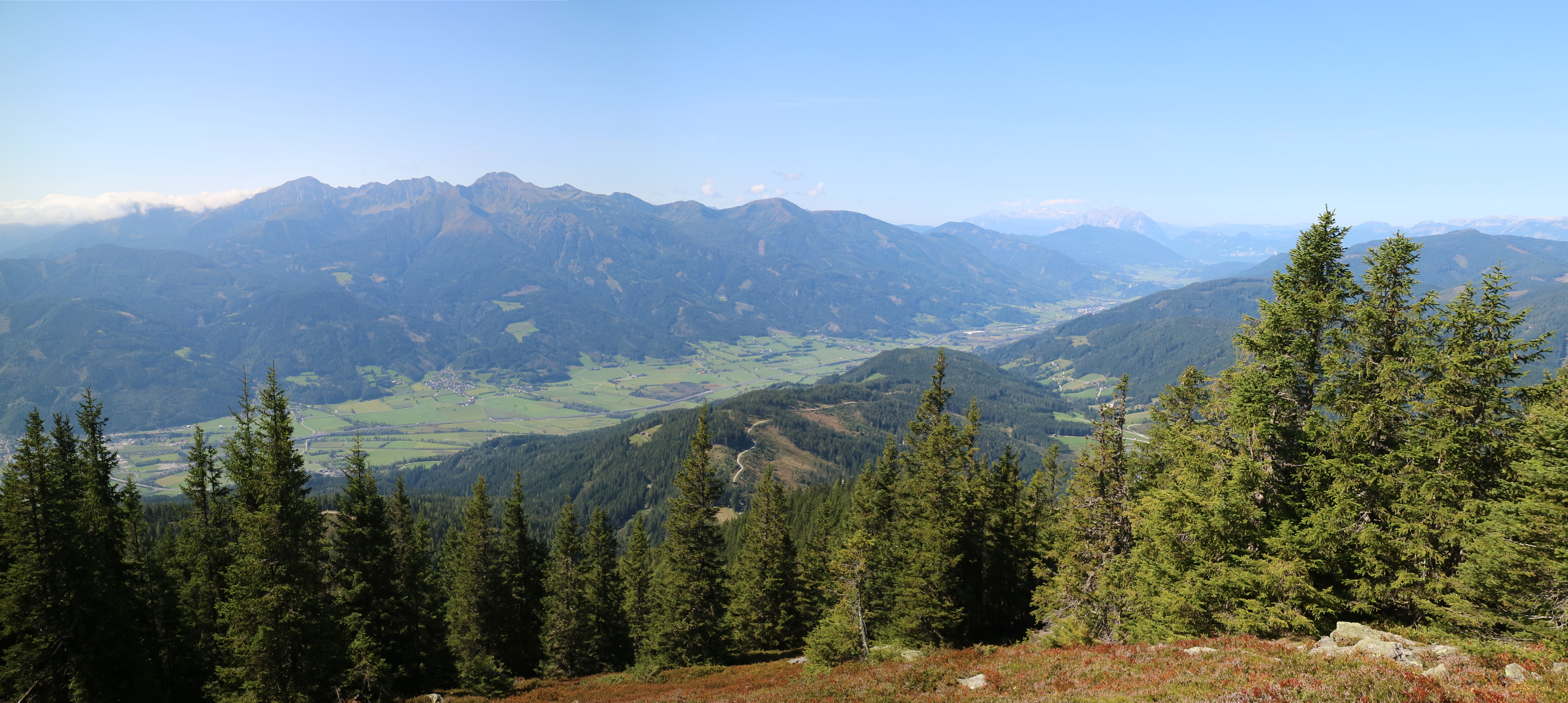
Paltental, Verbindung zwischen Enns- und Murtal

Das Paltental bildet über das Liesingtal die wichtigste Verbindung zwischen dem Enns- und Murtal.
Südlich von Admont führt die Kaiseraustraße L713 in das Hochtal Kaiserau und weiter nach Trieben im Paltental. 
Das Johnsbachtal führt in den Südwesten des Nationalparks Gesäuse.
Bei Hieflau führt das Tal des Erzbachs nach Eisenerz und zum Erzberg.

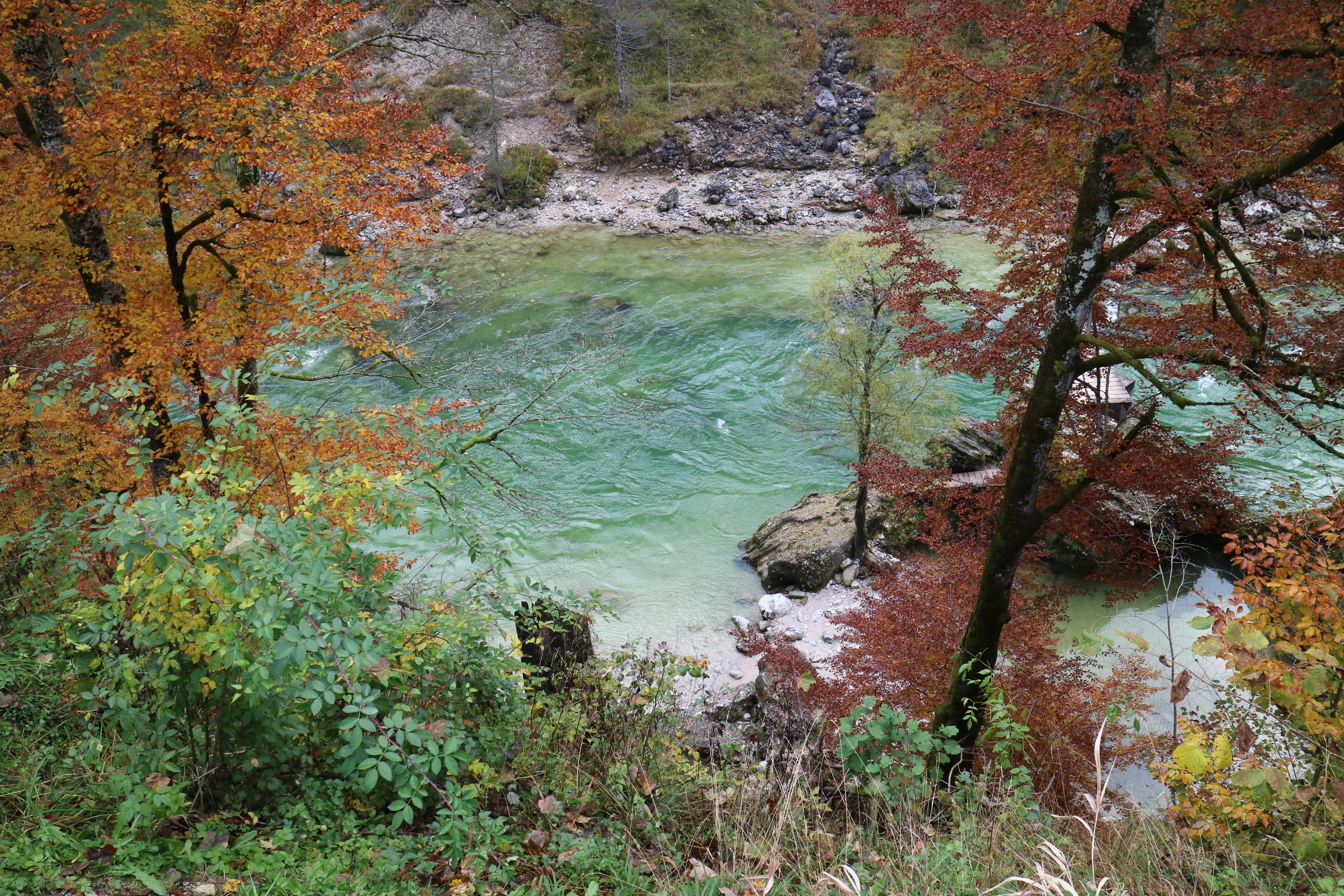
Salza bei Palfau

In Großreifling mündet die Salza; das Salzatal erstreckt sich weiter nach Osten, während die Enns nun nordwärts fließt. Das Salzatal öffnet sich zum inneralpinen Becken des Mariazellerlandes.
Der Reichramingbach entwässert das Reichraminger Hintergebirge, das größte geschlossene Waldgebiet Österreichs, Teil des Nationalparks Kalkalpen.

## Tabellarische Übersicht über bedeutende Orte und Knotenpunkte
Zur besseren Übersicht hier eine Tabelle über die wichtigen Orte und Knotenpunkte entlang der Enns:
| Ort                       | Flussmündung      | Verkehrsverbindung        | nach                                                                    | Anmerkungen                                         |
| ------------------------- | ----------------- | ------------------------- | ----------------------------------------------------------------------- | --------------------------------------------------- |
| Flachau                   |                   | Tauernautobahn A10        | Spital an der Drau                                                      |                                                     |
| Flachau                   |                   | Tauernautobahn A10        | Salzburg                                                                |                                                     |
| Flachau                   | Litzling          | Wagrainer Straße B163     | St. Johann im Pongau                                                    |                                                     |
| Altenmarkt im Pongau      | Schartelhofgraben | Katschbergstraße B99      | Eben im Pongau, Bischofshofen                                           |                                                     |
| Altenmarkt im Pongau      |                   | Ennstalbahn               | Eben im Pongau, Bischofshofen                                           |                                                     |
| Altenmarkt im Pongau      | Zauchbach         | Zauchenseestraße L252     | Zauchensee                                                              |                                                     |
| Radstadt                  | Nördliche Taurach | Katschbergstraße B99      | Rennweg                                                                 | via Taurachtal                                      |
| Radstadt                  |                   | Forstauer Straße L223     | Forstau                                                                 |                                                     |
| Mandling                  | Mandlingbach      | Mandlingpass              |                                                                         | Grenze Salzburg/Steiermark                          |
| Gleiming                  | Forstaubach       | Gleiming Straße L721      | Forstau                                                                 |                                                     |
| Pichl                     | Preuneggbach      | Ursprungsalmstraße        | Ursprungsalm                                                            |                                                     |
| Schladming                | Talbach           | Tälerstraße L723          | Untertal, Obertal                                                       |                                                     |
| Weißenbach                | Weißenbach        | Rössingerstraße L725      | Ramsau                                                                  |                                                     |
| Gröbming                  | Gröbmingbach      |                           |                                                                         | Verwaltungssitz der Expositur Gröbming              |
| Stein an der Enns         | Sölkbach          | Großsölk L704             | Sölkpass, Schöder                                                       |                                                     |
| St. Martin am Grimming    | Salzabach         |                           |                                                                         |                                                     |
| Irdning                   | Donnersbach       | Glattjoch Straße B75      | Donnersbachwald                                                         |                                                     |
| Stainach                  | Grimming          | Salzkammergut Straße B145 | Bad Mitterndorf (Hinterberger Tal), Salzkammergut                       |                                                     |
| Stainach-Irdning          |                   | Salzkammergutbahn         | Obertraun, Bad Ischl, Attnang-Puchheim                                  |                                                     |
| Liezen                    | Pyhrnbach         | Pyhrnpass Straße B138     | Windischgarsten, Kirchdorf                                              | Zentrum des Steirischen Ennstals, Bezirkshauptstadt |
| Selzthal                  | Palten            | Pyhrnautobahn A9          | St. Michael, Graz                                                       | via Palten-Liesingtal                               |
| Selzthal                  |                   | Pyhrnautobahn A9          | Kirchdorf, Sattledt, Wels                                               | via Bosrucktunnel                                   |
| Selzthal                  |                   | Pyhrnbahn                 | Spital am Pyhrn, Kirchdorf, Linz                                        |                                                     |
| Selzthal                  |                   | Rudolfsbahn               | Weyer, St. Valentin, Linz oder Weyer, Amstetten, Wien                   | via Ennstal flussabwärts                            |
| Selzthal                  |                   | Rudolfsbahn               | St. Michael, Klagenfurt oder St. Michael, Bruck an der Mur, Graz        | via Palten-Liesingtal                               |
| Selzthal                  |                   | Ennstalbahn               | Altenmarkt im Pongau, Bischofshofen                                     | via Ennstal flussaufwärts                           |
| Selzthal                  |                   | Schoberpass Straße B113   | St. Michael                                                             | via Palten-Liesingtal                               |
| Admont                    | Lichtmessbach     | Kaiseraustraße L713       | Trieben im Paltental                                                    | via Kaiserau                                        |
| Admont                    |                   | Buchauer Straße B117      | Weng im Gesäuse, Weißenbach an der Enns                                 | über den Buchauer Sattel                            |
| Krumau                    | Johnsbach         | Johnsbachstraße L743      | Zosseggalm                                                              | Nationalpark Gesäuse                                |
| Hieflau                   | Erzbach           | Eisenstraße B115          | Erzberg, Leoben                                                         | via Präbichl                                        |
| Hieflau                   |                   | Erzbergbahn               | Erzberg, Leoben                                                         | via Präbichl                                        |
| Mooslandl                 |                   | Erlauftalstraße B25       | Palfau, Göstling an der Ybbs, Scheibbs, Mariazell via Hochschwab Straße | kreuzt die Salzastraße                              |
| Großreifling              | Salza             | Salzastraße L714          | Palfau, Mariazell via Hochschwab Straße                                 | entlang der Salza                                   |
| Weißenbach an der Enns    | Großer Billbach   | Buchauer Straße B117      | Oberreith, Admont                                                       | über den Buchauer Sattel                            |
| Altenmarkt bei St. Gallen | Laussabach        | Hengstpassstraße L550     | Windischgarsten                                                         | Grenze Steiermark/Oberösterreich                    |
| Weyer                     | Gaflenzbach       | Weyerer Straße B121       | Waidhofen an der Ybbs                                                   |                                                     |
| Steyr                     |                   | Voralpen Straße B122      | St. Peter in der Au                                                     | Alpenrand, Ende des Ennstals im engeren Sinne       |
| Steyr                     | Steyr             | Voralpen Straße B122      | Kremsmünster, Sattledt                                                  |                                                     |
| Steyr                     |                   | Steyrer Straße B309       | Enns                                                                    |                                                     |